# Sandy Hook (Kentucky)
Sandy Hook város az Amerikai Egyesült Államok Kentucky államában, Elliott megyében, melynek megyeszékhelye is. Lakosainak száma 641 fő (2020. április 1.).

## Népesség
A település népességének változása:

| 2010 | 675 |
| 2020 | 641 |